# Малай, Сони
Сони Малай (алб. Soni Malaj, род. 23 октября 1982 года в г. Тропоя, Албания) — албанская певица.

## Карьера

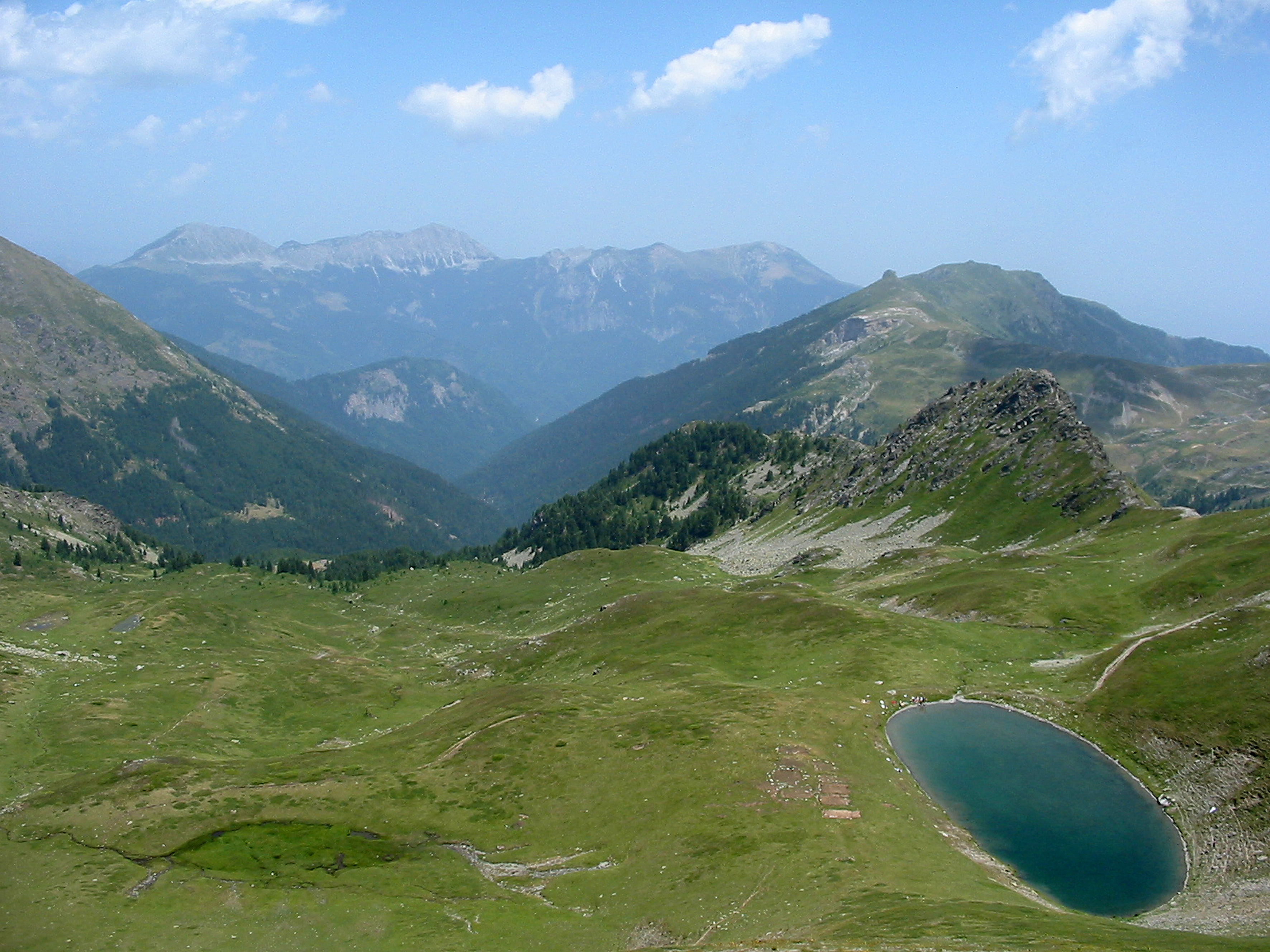
Озеро Тропоя

Сони Малай участвовала в ряде конкурсов, например, «Top Fest» (2006), также планировала участвовать во втором сезоне Kënga Magjike c Флори Мумаеси, её давним бойфрендом, с песней «Fluturimi 3470» (Рейс 3470).
После сербской певицы Марии Шерифович, победителя на конкурсе песни Евровидение 2007, ходили слухи, что её победившая песня «Молитва» на самом деле была плагиатом песни Сони Малай «Ndarja».
Также Сони Малай получила в «Top Fest 11» премию под названием «Ты живешь с ней». В том же издании Top Fest Сони Малай также получила премию «Лучшая певица».
В 2018 году приняла участие в национальном отборе Festivali i Këngës 57 на rонкурс песни Евровидение 2019 с песней «Më e fortë» («Сильнее»). Заняла 5-е место в финале.

## Альбомы
- 2003 — Mbreteresh e Nates (Queen of the Night)
- 2005 — E vogla (Small)
- 2006 — Mesdhe (Mediterranean)
- 2010 — Unik (Unique)
- 2013 — Soni Malaj